# James Dutton (astronauta)
James Patrick Dutton Jr. (ur. 20 listopada 1968 w Eugene, stan Oregon) – amerykański astronauta, pilot testowy US Air Force.

## Kariera astronauty
- 2004 – został przyjęty do 19 grupy astronautów NASA.
- 2006 – ukończył przeszkolenie podstawowe.
- luty 2008 – podczas misji STS-122 pełnił funkcję CapCom.
- marzec 2008 – podczas misji STS-123 pełnił funkcję CapCom.
- 2009 – został przydzielony do załogi lotu STS-131 jako pilot.
- od 5 do 20 kwietnia 2010 – odbył swój jedyny lot w kosmos na pokładzie wahadłowca Discovery (misja STS-131). Była to misja zaopatrzeniowa na Międzynarodową Stację Kosmiczną.

Stowarzyszenie Uczestników Lotów Kosmicznych (Association of Space Explorers) przyznało mu Universal Astronaut Insignia za lot orbitalny (nr 512).